# کیومیتسو میزوچی
کیومیتسو میزوچی (انگلیسی: Kiyomitsu Mizuuchi؛ زادهٔ ۷ نوامبر ۱۹۶۰) صداپیشگی در ژاپن اهل ژاپن است.